# Roberta Flack
Roberta Flack (Black Mountain, Carolina del Norte; 10 de febrero de 1937-Manhattan, Nueva York; 24 de febrero de 2025) fue una cantante, compositora y pianista estadounidense de soul, R&B y quiet storm.
A lo largo de su carrera ha logrado varios sencillos número 1, entre ellos «The First Time Ever I Saw Your Face», «Killing Me Softly with His Song», «Feel Like Makin' Love», «Where Is the Love» y «The Closer I Get to You», dos de sus numerosos duetos con el músico Donny Hathaway. Flack también se destaca por su influencia en el Quiet Storm, junto con sus interpretaciones de canciones de varios compositores, como Leonard Cohen y miembros de The Beatles. Otro tema musical muy famoso fue «Together Through The Years», el cual fue marco musical de la serie La Familia Hogan (Valerie).
Flack fue la primera artista en ganar 2 Premios Grammy a mejor grabación del año consecutivamente: The First Time Ever I Saw Your Face y Killing Me Softly with His Song, en 1973 y 1974, respectivamente; siendo igualada en esta marca únicamente por U2 y Billie Eilish.

## Vida y carrera
Nació en Black Mountain, una ciudad a 748 km al suroeste de Washington D. C. Es hija del organista de la iglesia bautista de Nashville, por lo que desde pequeña se orientó musicalmente tocando el piano. Ocasionalmente cantaba en la Iglesia Bautista Macedonia en Arlington. 

### Inicios
En su juventud recibió nociones musicales y clases eventuales en la Universidad Howard. Tras un período dando clases, fue descubierta por Less McCann cantando en un club de jazz. Muy poco después y gracias a él, firmó con la discográfica Atlantic Records. 

### Primeros discos

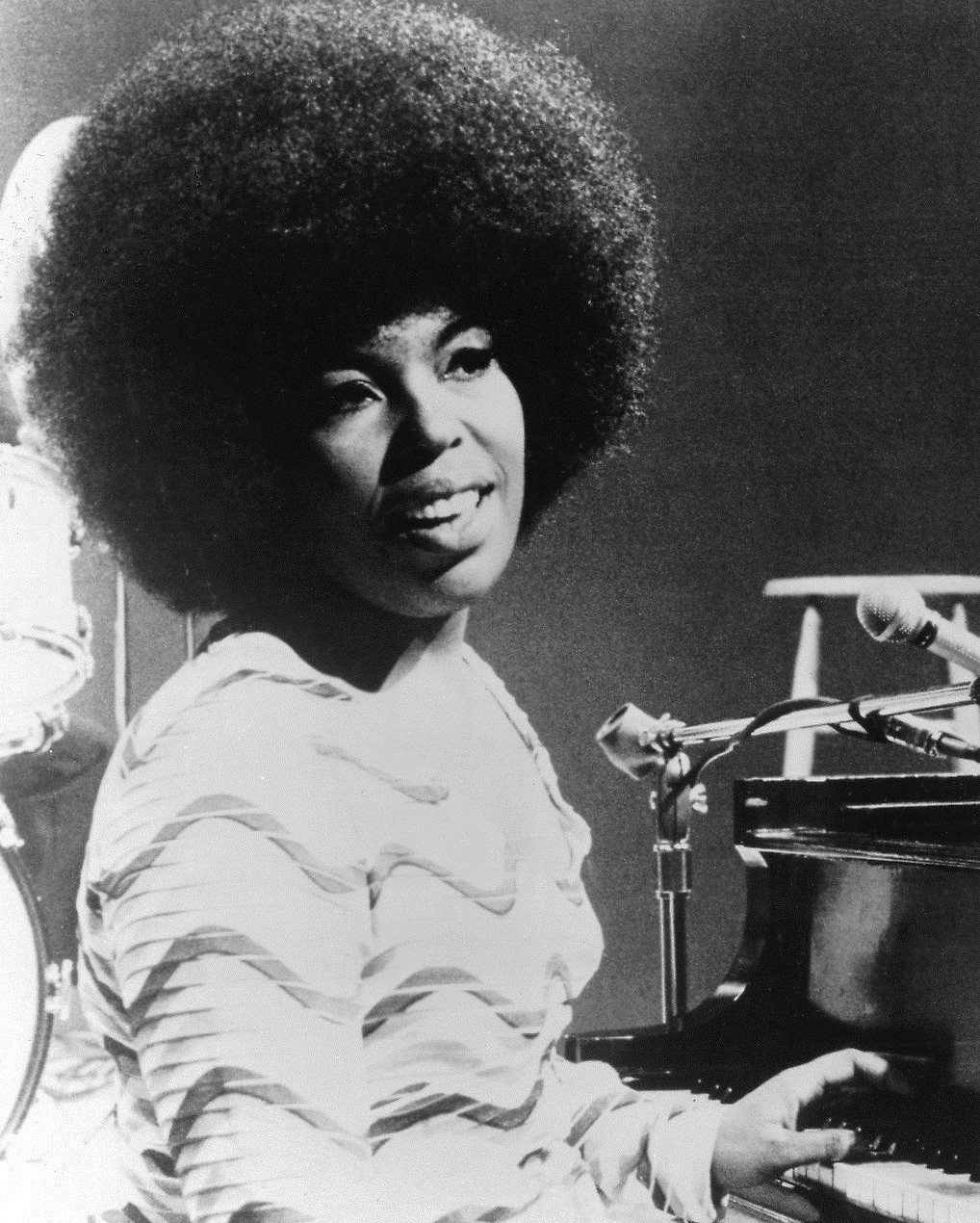
Flack en 1971

Sus dos primeros álbumes (First take en 1969 y Chapter 2 en 1970) apenas sonaron y no llegaron a colocar ningún sencillo. Pero esto cambió cuando en la banda sonora de Play Misty for Me se incluyó una versión de «The First Time Ever I Saw Your Face» (canción del cantante folk Ewan McColl), que ya aparecía en su álbum debut. El single se convirtió en número uno y permaneció en lo más alto seis semanas, convirtiéndose en uno de los mayores hits de 1972. 
En ese mismo año Roberta se unió con su compañero de clase Donny Hathaway para grabar un álbum juntos, del que se extraerían éxitos como «Where is the Love» o la versión del clásico de Carole King «You've Got a Friend». 

### «Killing Me Softly with His Song»

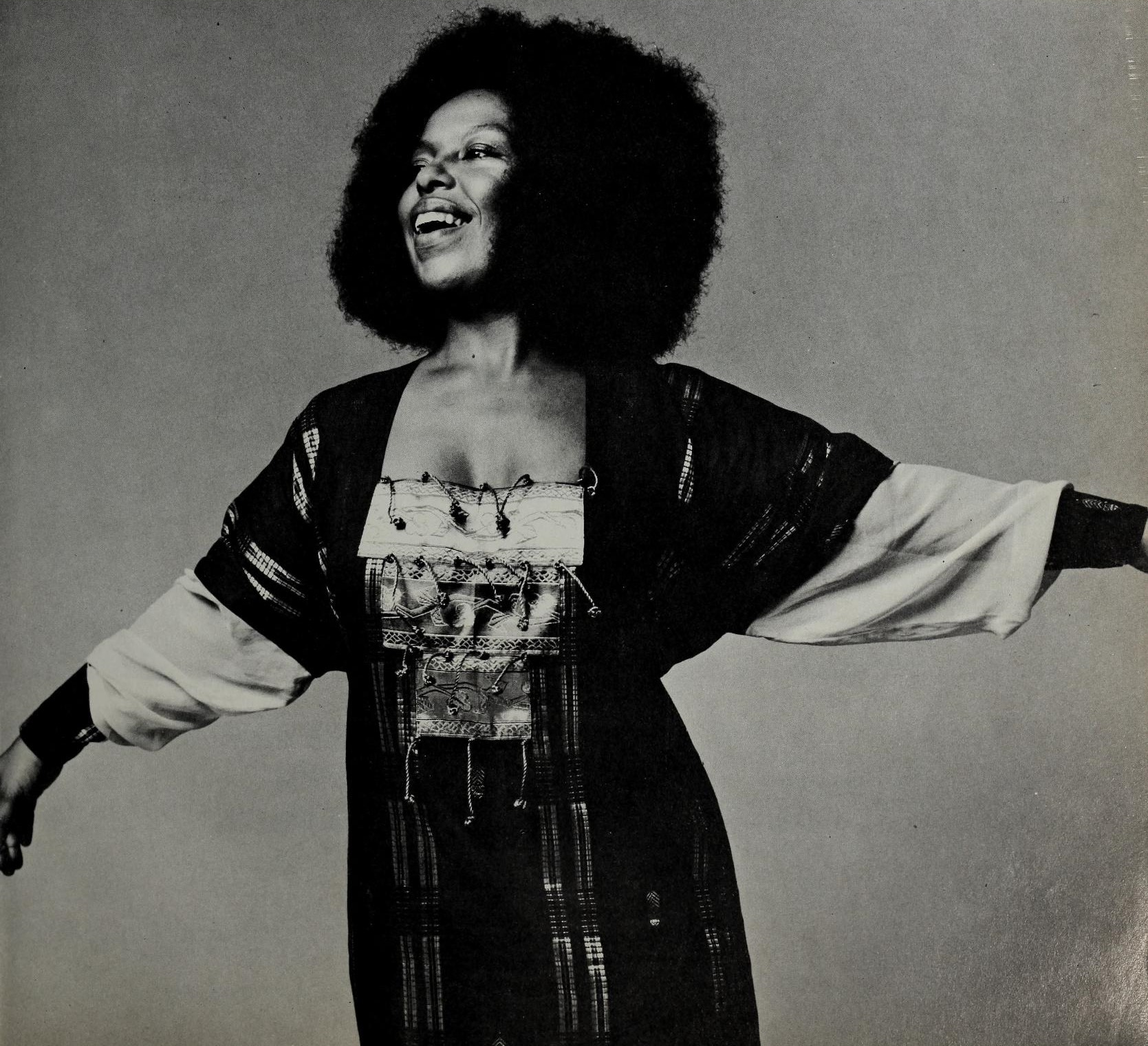
Flack en la portada de Cash Box en 1972.

Su mayor éxito le llegaría en 1973, y el tema «Killing me softly with his song», convirtiéndose en número uno por cinco semanas y siendo uno de los grandes hits de la música contemporánea. 
En 1974 volvió a las listas de ventas con «Feel Like Makin' Love». En ese año se tomó un descanso para actuar con fines benéficos. En los siguientes años sus apariciones eran escasas pero continuaba trabajando duro. En 1979 Donny Hathaway se suicidaba haciendo volver a la escena a Roberta. Afectada por la pérdida, buscó un nuevo compañero musical, Peabo Bryson, con quien hizo una larga gira durante 1980. En 1983 grabaron juntos, consiguiendo el éxito «Tonight, I Celebrate My Love». Durante toda la década de los 80 se centró en actuar más que en grabar, haciendo numerosas giras y actuando junto a Miles Davis. 
Volvió a los puestos altos de las listas en 1991 con el dúo «Set the Night to Music» junto a Maxi Priest. Durante toda la década de los años 1990 y en la actualidad se dedicó a hacer giras mundiales, en las que especialmente se centró en el jazz.

## Vida personal

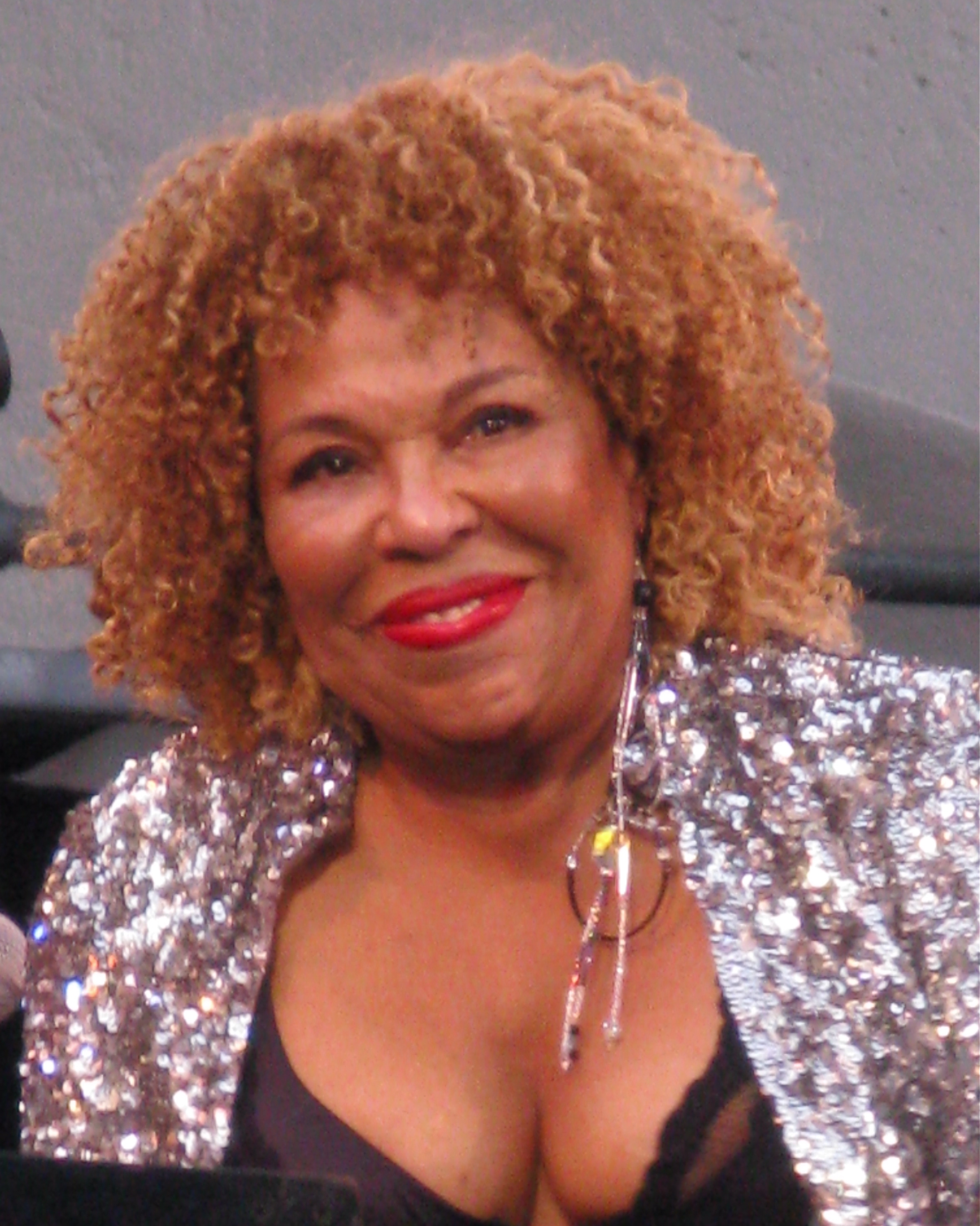
Flack en 2008

Flack era miembro de Artist Empowerment Coalition, que defiende el derecho de los artistas a controlar sus propiedades creativas. También era portavoz de la Sociedad Estadounidense para la Prevención de la Crueldad hacia los Animales; su aparición en comerciales de ASPCA presentó "La primera vez que vi tu cara". En la sección del Bronx de la ciudad de Nueva York, el programa de música extracurricular de Hyde Leadership Charter School se llama "The Roberta Flack School of Music" y está asociado con Flack, quien fundó la escuela, que brinda educación musical gratuita a estudiantes desfavorecidos.
Entre 1966 y 1972 estuvo casada con Steve Novosel. Flack es la tía del patinador sobre hielo profesional Rory Flack. También es la madrina del músico Bernard Wright, quien murió en un accidente el 19 de mayo de 2022.
Según el análisis de ADN, ella era de ascendencia camerunesa.

### Salud y muerte
El 20 de abril de 2018, Flack apareció en el escenario del Apollo Theatre en un evento benéfico para la Jazz Foundation of America (‘fundación jazzística de Estados Unidos’). 
En el transcurso del recital se sintió enferma, por lo que terminó abandonando el escenario y fue trasladada de urgencia al Centro Hospitalario de Harlem.
En un comunicado, su gerente anunció que, unos años antes, Flack había sufrido un derrame cerebral y todavía no se sentía bien, pero estaba "bien" y se mantuvo durante la noche para observación médica.
Cuatro años después, el 15 de noviembre de 2022, Roberta Flack anunció que padecía esclerosis lateral amiotrófica (ELA).
Roberta Flack falleció el 24 de febrero de 2025, catorce días después de haber cumplido sus 88 años de edad, por complicaciones de su enfermedad.
Se celebró una ceremonia conmemorativa el 10 de marzo de 2025 en la Iglesia Bautista Abisinia.

## Discografía
| Año  | Título                                                    | Discográfica         |
| ---- | --------------------------------------------------------- | -------------------- |
| 1969 | First take                                                | Atlantic             |
| 1970 | Chapter two                                               | Atlantic             |
| 1971 | Quiet fire                                                | Atlantic             |
| 1972 | Roberta Flack & Donny Hathaway                            | Atlantic             |
| 1973 | Killing Me Softly                                         | Atlantic             |
| 1975 | Feel like makin' love                                     | Atlantic             |
| 1975 | In Concert: recorded with the Edmonton Symphony Orchestra | Dep Entertainment    |
| 1977 | Blue lights in the basement                               | Atlantic             |
| 1978 | Roberta Flack                                             | Atlantic             |
| 1980 | Roberta Flack featuring Donny Hathaway                    | Atlantic             |
| 1981 | Bustin' loose                                             | MCA                  |
| 1982 | I'm the one                                               | Atlantic             |
| 1988 | Oasis                                                     | Atlantic             |
| 1991 | Set the night to music                                    | Atlantic             |
| 1995 | Roberta                                                   | Atlantic             |
| 1997 | Christmas álbum                                           | Capitol              |
| 2003 | Holiday                                                   | Punahele Productions |

## Reconocimientos

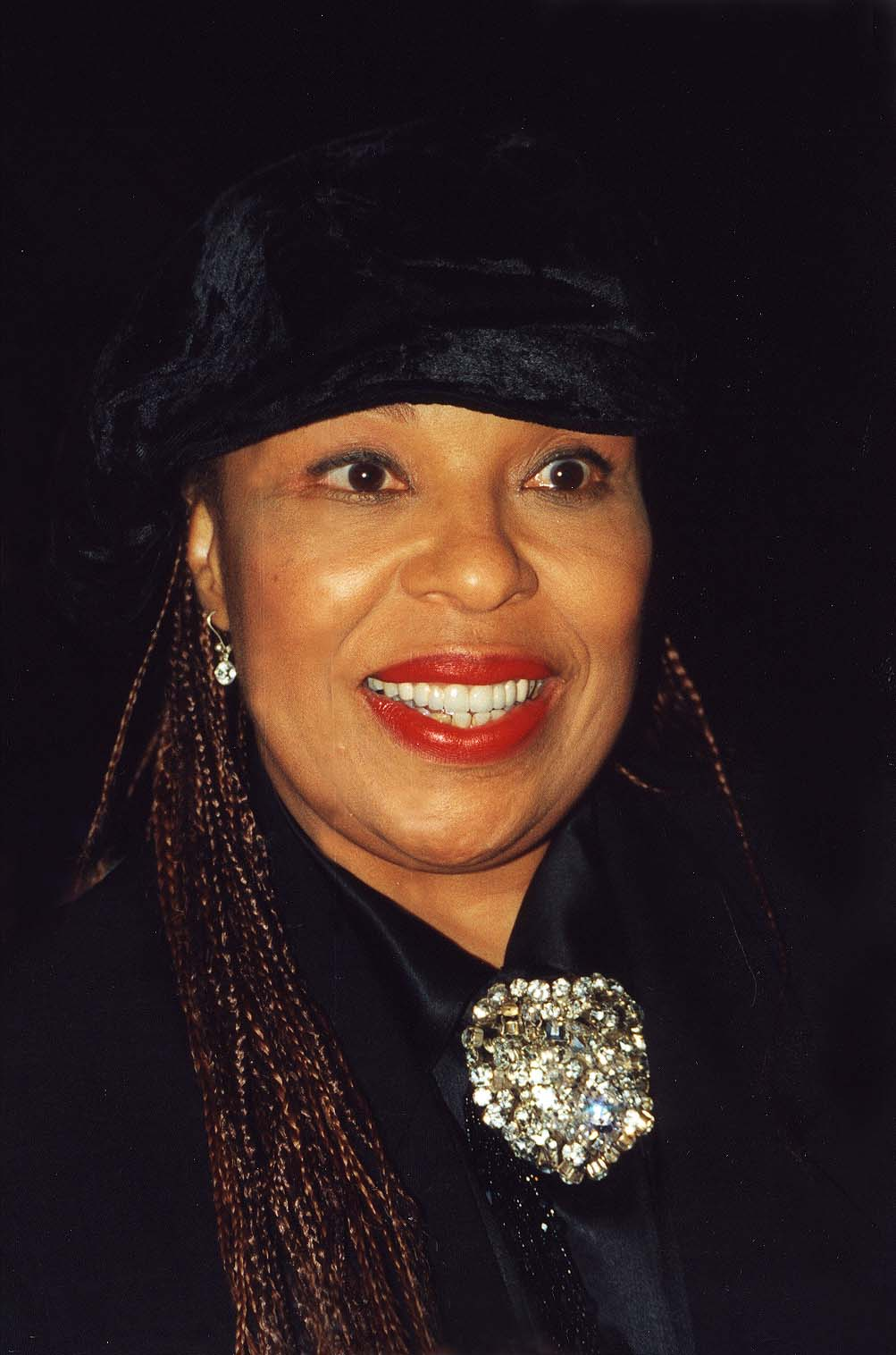
Flack en el teatro Meyerhoff de Baltimore, Maryland, 7 de mayo de 1995

El 11 de mayo de 2017, Roberta Flack recibió un Doctorado Honorario en Artes de la Universidad de Long Island.
Flack fue incluida en el Salón de la Fama de la Música de Carolina del Norte en 2009.
El 12 de marzo de 2022, Flack fue honrada con el premio DAR Women in American History Award y una cabina de bomberos restaurada en el vecindario de Capitol Hill en Washington D. C. que conmemora su conexión al comienzo de su carrera con el cercano bar del vecindario del Sr. Henry.

### American Music Awards
El American Music Award es un premio de entrega anual creado por Dick Clark en 1973. Flack recibió un galardón de seis nominaciones en total.
| Año  | Canción                           | Categoría                            | Resultado |
| ---- | --------------------------------- | ------------------------------------ | --------- |
| 1974 |                                   | Artista Femenina Favorita (Pop/Rock) | Nominada  |
| 1974 |                                   | Artista Femenina Favorita (Soul/R&B) | Ganadora  |
| 1974 | "Killing Me Softly with His Song" | Sencillo Favorito (Pop/Rock)         | Nominada  |
| 1975 |                                   | Artista Femenina Favorita (Soul/R&B) | Nominada  |
| 1975 | "Feel Like Makin' Love"           | Sencillo favorito (Soul/R&B)         | Nominada  |
| 1979 |                                   | Artista Femenina Favorita (Soul/R&B) | Nominada  |

### Premios Grammy
Los Premios Grammy se realizan de forma anual. Flack ha recibido cuatro galardones de trece nominaciones. En 2020, recibió un premio a la trayectoria.
| Año  | Trabajo                                        | Categoría                                              | Resultado |
| ---- | ---------------------------------------------- | ------------------------------------------------------ | --------- |
| 1972 | "You've Got a Friend" (con Donny Hathaway)     | Mejor interpretación vocal de R&B de un grupo          | Nominada  |
| 1973 | "The First Time Ever I Saw Your Face"          | Canción del año                                        | Ganadora  |
| 1973 | "Where Is the Love" (con Donny Hathaway)       | Mejor interpretación vocal pop de un dúo, grupo o coro | Ganadora  |
| 1973 | Quiet Fire                                     | Mejor interpretación vocal pop femenina                | Nominada  |
| 1974 | Killing Me Softly                              | Álbum del año                                          | Nominada  |
| 1974 | "Killing Me Softly with His Song"              | Mejor canción del año                                  | Ganadora  |
| 1974 | "Killing Me Softly with His Song"              | Mejor interpretación vocal pop femenina                | Ganadora  |
| 1975 | "Feel Like Makin' Love"                        | Mejor canción del año                                  | Nominada  |
| 1975 | "Feel Like Makin' Love"                        | Mejor interpretación vocal pop femenina                | Nominada  |
| 1979 | "The Closer I Get to You" (con Donny Hathaway) | Mejor interpretación vocal pop de un dúo o grupo       | Nominada  |
| 1981 | Roberta Flack Featuring Donny Hathaway         | Mejor interpretación vocal de R&B, femenina            | Nominada  |
| 1981 | "Back Together Again" (con Donny Hathaway)     | Mejor interpretación de R&B de un dúo o grupo con voz  | Nominada  |
| 1995 | Roberta                                        | Mejor interpretación vocal pop tradicional             | Nominada  |
| 2020 | Roberta Flack                                  | Grammy a la trayectoria                                | Ganadora  |